# Ziv Ravitz

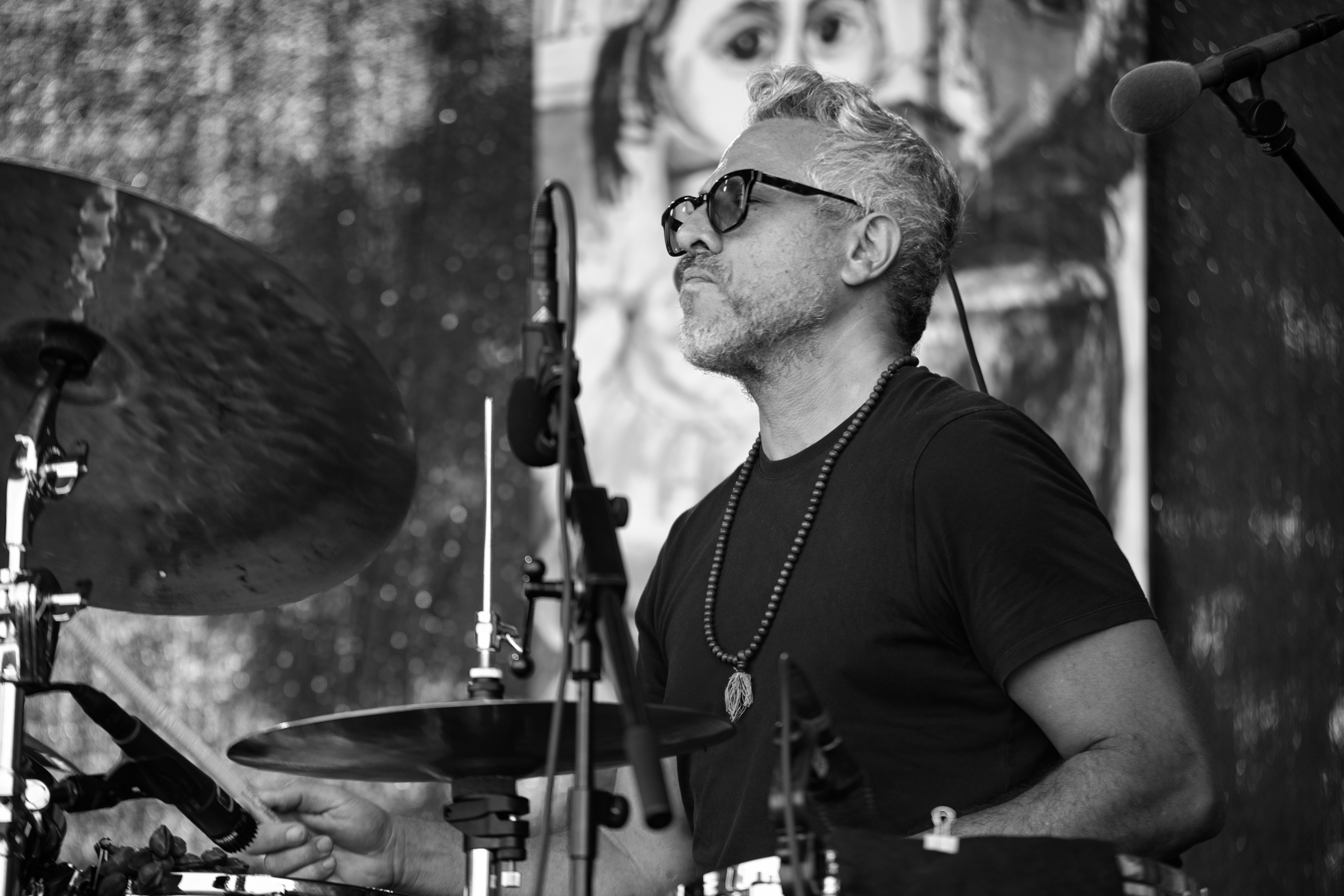
Ziv Ravitz auf dem INNtöne Jazzfestival 2025

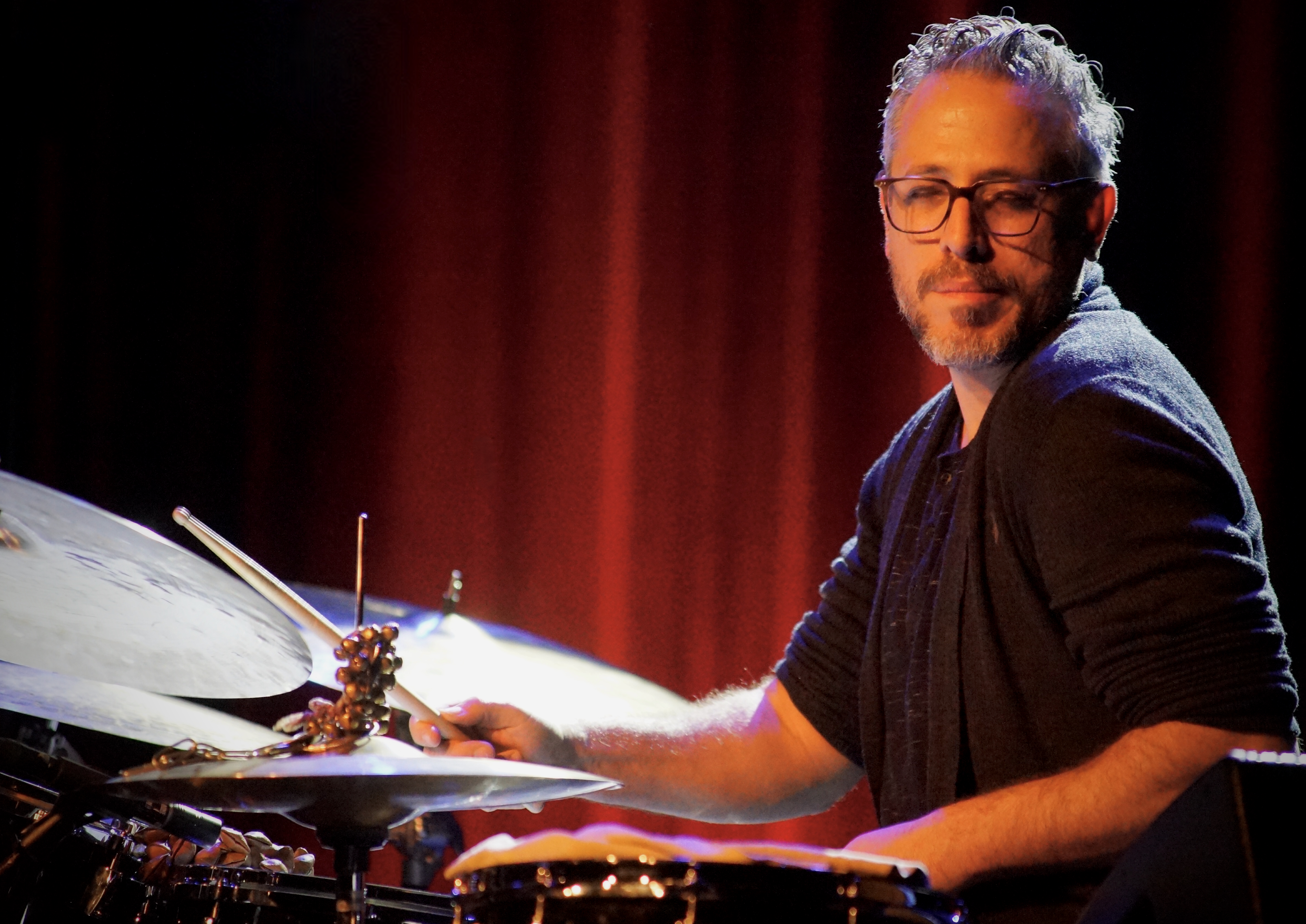
Ziv Ravitz, 2019

Ziv Ravitz (hebräisch זיו רביץ; * 1976 in Beʾer Scheva) ist ein israelischer Schlagzeuger des Modern Jazz. Der derzeit in New York City lebende Musiker gilt „als Taktgeber der jungen israelischen Jazzszene“ (Jüdische Allgemeine).

## Leben und Wirken
Ravitz, der in einer Musikerfamilie aufwuchs, begann bereits im frühen Kindesalter Musik zu machen und lernte Piano ebenso wie Gitarre und Schlagzeug. Mit neun Jahren konzentrierte er sich auf das Schlagzeugspiel; er begann seine Karriere als professioneller Musiker bereits mit dreizehn Jahren und spielte in den nächsten Jahren in verschiedenen Clubs von Be'er Sheva und Tel Aviv sowohl Rockmusik als auch Jazz und Avantgardemusik. 1999 wurde er der Hausschlagzeuger im Camelot Jazzclub von Tel Aviv und begleitete Gastsolisten aus Europa und den USA. Im Sommer 2000 zog er in die Vereinigten Staaten, um  in Boston Jazzkomposition bis zum Abschluss 2004 am Berklee College of Music zu studieren. Dort lernte er Florian Weber und Jeff Denson kennen, mit denen er 2001 das Trio Minsarah bildete.
In Europa war er mit Gruppen wie Minsarah, TAQ (mit Marcin Masecki und Garth Stevenson), der Nicolas Simion Group, dem Iasi Romanian Philharmonic Orchestra und Lee Konitz auf Tournee. Weiterhin spielte er mit Hal Crook, Joe Lovano, Eugene Friesen, Mick Goodrick, Eli Dejibri, James Genus, George Garzone, Ben Monder, Stéphane Kerecki, Ramonna Borthwick, Hadar Noiberg, Christoph Pepe Auer, Yaron Herman, Christoph Irniger, Max Johnson, Szymon Mika, Tigran Tatevosyan oder Zbigniew Wegehaupt.
2011 gründete Ravitz gemeinsam mit dem Pianisten Shai Maestro und dem Bassisten Jorge Roeder das Shai Maestro Trio. Mit eigenem Trio und Gästen legte er 2019 mit No Man Is an Island ein weiteres Album unter eigenem Namen vor.
2023 war Ravitz gemeinsam mit Jacob Karlzon und Nicolas Fiszman an den Aufnahmen des Albums Vagabond von Dominic Miller beteiligt. Mit Haggai Cohen-Milo und Maria Grand spielt er im Quartet von Yaron Herman.

## Preise und Auszeichnungen
Im Juni 2003 erhielt Ravitz den Zildjian Scholarship Award; 2007 kam das Debütalbum von Minsarah auf die Bestenliste des Preises der deutschen Schallplattenkritik.

## Diskographische Hinweise
- Florian Weber, Jeff Denson, Ziv Ravitz: Minsarah (Enja, 2006)
- Lee Konitz & Minsarah: Deep Lee (2008)
- Images from Home (mit Avishai Cohen, Omer Klein, Mika Hary; 2009)
- Lee Konitz: Live at the Village Vanguard (mit Florian Weber, Jeff Denson, Ziv Ravitz; Enja, 2009)
- Shai Maestro Trio (mit Jorge Roeder; Laborie Jazz, 2012)
- Shai Maestro: The Road to Ithaca (mit Jorge Roeder; Laborie Jazz, 2013)
- Oded Tzur, Shai Maestro, Petros Klampanis, Ziv Ravitz: Translator’s Note (Yellowbird, 2015)
- No Man Is an Island (O-Tone Records, 2019, mit Will Vinson, Nir Felder sowie Camilla Meza, Gilad Hekselman, Vincent Peirani)[3]
- Dominic Miller: Vagabond (ECM, 2023)[4]
- Greg Ward, Ziv Ravitz, Matthew Stevens, Leo Genovese: Full Cresm (2024)